# Liste der Baudenkmale in Eickeloh
In der Liste der Baudenkmale in Eickeloh sind die Baudenkmale der niedersächsischen Gemeinde Eickeloh und ihrer Ortsteile aufgelistet. Der Stand der Liste ist der 8. Februar 2021. Die Quelle der Baudenkmale ist der Denkmalatlas Niedersachsen.

## Allgemein
In den Spalten befinden sich folgende Informationen:
- Lage: die Adresse des Baudenkmales und die geographischen Koordinaten. Kartenansicht, um Koordinaten zu setzen. In der Kartenansicht sind Baudenkmale ohne Koordinaten mit einem roten Marker dargestellt und können in der Karte gesetzt werden. Baudenkmale ohne Bild sind mit einem blauen Marker gekennzeichnet, Baudenkmale mit Bild mit einem grünen Marker.
- Bezeichnung: Bezeichnung des Baudenkmales
- Beschreibung: die Beschreibung des Baudenkmales. Unter § 3 Abs. 2 NDSchG werden Einzeldenkmale und unter § 3 Abs. 3 NDSchG Gruppen baulicher Anlagen und deren Bestandteile ausgewiesen.
- ID: die Objekt-ID des Baudenkmales
- Bild: ein Bild des Baudenkmales, ggf. zusätzlich mit einem Link zu weiteren Fotos des Baudenkmals im Medienarchiv Wikimedia Commons. Wenn man auf das Kamerasymbol klickt, können Fotos zu Baudenkmalen aus dieser Liste hochgeladen werden:

Eickeloh wird das erste Mal im Jahre 1237 erwähnt. Die Gemeinde liegt zwischen der Aller im Westen und der Bahnstrecke Hannover – Harburg und hat dort einen eigenen Haltepunkt. Im Jahre 1868 hat es einen großen Brand im Ort gegeben, so dass es keine ältere Bebauung gibt.

### Gruppe: Friedhof mit Kapelle
Die Gruppe „Friedhof mit Kapelle“ hat die ID 32684694.

| Lage                                        | Bezeichnung | Beschreibung | ID       | Bild |
| ------------------------------------------- | ----------- | --- | -------- | ---- |
| Alte Poststraße 52° 43′ 45″ N, 9° 36′ 13″ O | Kapelle     | Die alte Kapelle aus dem Jahr 1296 wird seit 1868 als Mausoleum genutzt. Es ist ein gotischer Bau aus Backstein. Im Inneren befindet sich eine Balkendecke und im Chor ein Kreuzgratgewölbe. | 32768920 | BW   |
| Alte Poststraße 52° 43′ 44″ N, 9° 36′ 14″ O | Friedhof    | Es gibt Beschreibungen, dass der Friedhof schon seit 1245 belegt wurde. Heute sind noch Grabsteine aus dem 18. und 19. Jahrhundert vorhanden.                                                | 32769113 | BW   |

### Gruppe: Schule und Wohnhaus, Am Schulhof 2-4
Die Gruppe „Schule und Wohnhaus,Am Schulhof 2-4“ hat die ID 32684680.

| Lage                                      | Bezeichnung              | Beschreibung | ID       | Bild |
| ----------------------------------------- | ------------------------ | --- | -------- | ---- |
| Am Pfarrhof 1 52° 43′ 45″ N, 9° 36′ 18″ O | Wohn-/Wirtschaftsgebäude | | 32768846 | BW   |
| Am Schulhof 2 52° 43′ 43″ N, 9° 36′ 20″ O | Wohnhaus                 | Das Wohnhaus wurde als Lehrerwohnhaus genutzt. Erbaut wurde das Haus im Jahre 1905 aus roten Backstein. Es ist ein eingeschossiges Haus mit einem Krüppelwalmdach. Der Eingang befindet sich in der Mitte in einem Risalit, rechts und links davon befindet sich ein Fenster. | 32768819 | BW   |
| Am Schulhof 3 52° 43′ 44″ N, 9° 36′ 20″ O | Schule                   | Die Schule wird heute als Kindergarten genutzt. | 32768568 |      |

### Gruppe: Hofanlage Walsroder Straße
Die Gruppe „Hofanlage Walsroder Straße“ hat die ID 32684707.

| Lage                                           | Bezeichnung              | Beschreibung | ID       | Bild |
| ---------------------------------------------- | ------------------------ | ------------ | -------- | ---- |
| Walsroder Straße 9 52° 43′ 43″ N, 9° 36′ 29″ O | Wohn-/Wirtschaftsgebäude |              | 32769018 | BW   |
| Walsroder Straße 9 52° 43′ 42″ N, 9° 36′ 31″ O | Scheune                  |              | 32769043 | BW   |

### Einzelbaudenkmale
| Lage                                            | Bezeichnung              | Beschreibung | ID                              | Bild           |
| ----------------------------------------------- | ------------------------ | --- | ------------------------------- | -------------- |
| Alte Poststraße 5 52° 43′ 42″ N, 9° 36′ 17″ O   | Wohn-/Wirtschaftsgebäude | Das Haus stammt im Ursprung aus der Zeit vor 1700. Es war ein Zweiständerhaus wurde aber zu einem Vierständerhaus umgebaut. | Poststraße/1/-/ Alte Poststraße | BW             |
| Alte Poststraße 15 52° 43′ 35″ N, 9° 36′ 27″ O  | Wohn-/Wirtschaftsgebäude | Das Haus stammt im Ursprung aus der Zeit vor 1700. Es war ein Zweiständerhaus wurde aber zu einem Vierständerhaus umgebaut. | 32768796                        | BW             |
| Alter Dorfplatz 3 52° 43′ 38″ N, 9° 36′ 31″ O   | Stall                    | | 32768660                        | BW             |
| Alter Dorfplatz 3 52° 43′ 38″ N, 9° 36′ 32″ O   | Scheune                  | | 32768641                        | BW             |
| Brinkstraße 7 52° 43′ 42″ N, 9° 36′ 26″ O       | Wohn-/Wirtschaftsgebäude | | 32768993                        | BW             |
| Walsroder Straße 16 52° 43′ 37″ N, 9° 36′ 37″ O | Wohn-/Wirtschaftsgebäude | | 32768681                        | BW             |
| Walsroder Straße 26 52° 43′ 45″ N, 9° 36′ 25″ O | Kirche                   | Die evangelische Kreuzkirche Eickeloh wurde von 1866 bis 1868 nach einem Entwurf von C. W. Hase erbaut. Es ist ein Bau aus Backstein im Stil der Neugotik. Der Turm hat einen quergerichteten Sattelturm, auf dem sitzt ein Dachreiter. Die Ausstattung im Inneren ist aus der Bauzeit. | 32768946                        | Weitere Bilder |
| Walsroder Straße 26 52° 43′ 45″ N, 9° 36′ 26″ O | Kriegerdenkmal           | | 32769132                        | BW             |

## Ehemalige Baudenkmale
| Lage                                            | Bezeichnung | Beschreibung | ID | Bild |
| ----------------------------------------------- | ----------- | --- | -- | ---- |
| An der Bahn 52° 43′ 46″ N, 9° 36′ 51″ O         | Scheune     | |    | BW   |
| Hinter der Kirche 3 52° 43′ 46″ N, 9° 36′ 27″ O | Wohnhaus    | |    | BW   |
| Walsroder Straße 30 52° 43′ 46″ N, 9° 36′ 22″ O | Speicher    | |    | BW   |
| Zur Allerfähre 52° 43′ 43″ N, 9° 35′ 33″ O      | Allerfähre  | Die Fähre wurde wahrscheinlich Anfang des 20. Jahrhunderts errichtet. Es ist die letzte Fähre über die Aller, die heute noch zu besonderen Terminen als Fahrradfähre betrieben wird. |    | BW   |